# SEAT Trans
Il SEAT Trans è un piccolo furgone prodotto dalla casa automobilistica spagnola SEAT dal 1980 al 1986. 

## Storia
Il SEAT Trans faceva affidamento sulla meccanica e sul telaio della SEAT Panda, versione prodotta localmente della Fiat Panda. 
Il Trans è stato utilizzato da molte aziende iberiche..
Nel 1982 quando i rapporti commerciali tra FIAT e SEAT furono interrotti, la casa Spagnola dovette modificare "visibilmente" tutti i suoi modelli per non violare la legge del Copyright. Nel caso del Trans, invariato fino al 1986, la SEAT è stata costretta a rinegoziare con la casa Torinese il rinnovo del contratto di licenza della Panda.
Dal 1986 il veicolo è stato sostituito dal SEAT Terra, derivato dalla SEAT Marbella.

## Meccanica
La motorizzazione disponibile è quella della Panda 45, ovvero il motore da 903 cm³ in grado di sviluppare 42 Cv.